# Nadus sudanensis
Nadus sudanensis is een insect uit de familie van de mierenleeuwen (Myrmeleontidae), die tot de orde netvleugeligen (Neuroptera) behoort. 
Nadus sudanensis is voor het eerst wetenschappelijk beschreven door Navás in 1935.